# Mitsubishi G4M

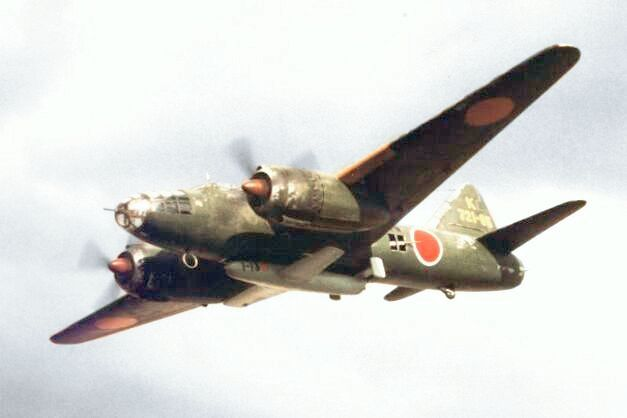
Mitsubishi G4M mit Ōka (Yokosuka MXY-7) unter dem Bauch

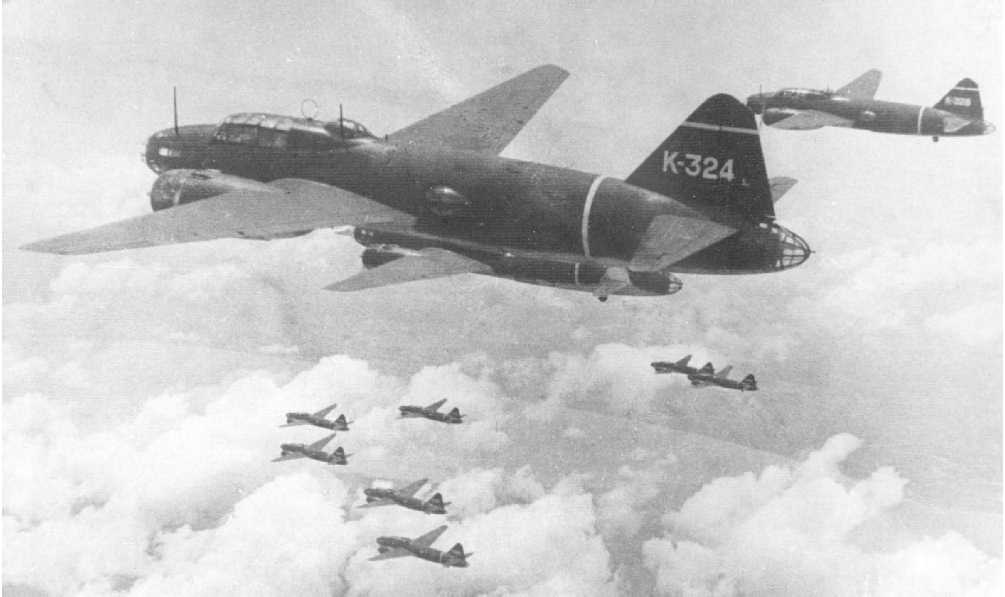
Mitsubishi G4M-50 im Formationsflug

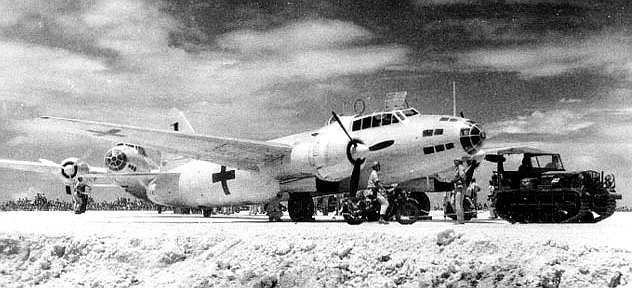
Zwei Mitsubishi G4M auf Ie Shima, Ryūkyū-Inseln, 19. August 1945 mit weißem Anstrich und grünen Kreuzen als Kapitulationsmarkierung

Die Mitsubishi G4M Hamaki (Zigarre) war der bekannteste japanische Ganzmetall-Bomber im Zweiten Weltkrieg im Pazifikraum. Er flog die meisten Einsätze während des Pazifikkriegs und bekam von den Alliierten den Codenamen Betty. Die G4M wurde auch als Torpedobomber eingesetzt.

## Geschichte
Das von Mitsubishi Jūkōgyō gebaute Flugzeug wurde von der japanischen Marine für die japanische Marineluftwaffe in Auftrag gegeben. Nach den Plänen von Mitsubishi sollte die Maschine eigentlich mit vier Motoren ausgestattet werden, aber die Marine entschied sich für eine zweimotorige Version. Die besondere Eigenschaft dieses Bombers war seine große Reichweite, die durch in die Tragflächen integrierte Tanks ermöglicht wurde.
Nach dem Erstflug am 23. Oktober 1939 hatte die G4M ihren ersten überaus erfolgreichen Kriegseinsatz in Südostchina im Mai 1941 während des chinesischen Bürgerkriegs.
Die Mitsubishi G3Ms und ihr weiterentwickelter Nachfolger G4Ms hatten ihren größten Erfolg, als sie am 10. Dezember 1941 in den Gewässern von Malaysia das britische Schlachtschiff Prince of Wales und den Schlachtkreuzer Repulse zwei Tage nach dem Angriff auf Pearl Harbor mit panzerbrechenden Bomben und Torpedos versenkten. Die Prince of Wales und die Repulse waren die ersten Großkampfschiffe, die ausschließlich durch einen Luftangriff auf offener See versenkt wurden.
Mehr als 250 Maschinen waren an den Invasionen auf den Philippinen und in Malaysia beteiligt. Nach der Schlacht um Guadalcanal im August 1942 hatte sich herausgestellt, dass die großen, relativ langsamen und ungepanzerten Maschinen nach Treffern mitunter in Brand gerieten und abstürzten. Das brachte der G4M den zusätzlichen Spitznamen One-Shot Lighter ein.
Mit zunehmender Verschlechterung der Kriegslage wurden wegen der hohen Verluste Tagesangriffe praktisch unmöglich, so dass nur mehr Nachteinsätze erfolgten. Weiterhin wurde eine Sonderversion des Bombers gegen Kriegsende als Trägerflugzeug für die bemannten Ōka-Kamikaze-Gleitbomben (Yokosuka MXY-7) verwendet.
Die Mitsubishi G4M wurde in vier Hauptversionen gebaut, der G4M1 Modell 11, G4M2 Modell 22, G4M3 Modell 34 und der G6M1. Daneben gab es noch einige Unterversionen wie die G6M1-L2, die als Transportflugzeug ausgelegt war. Insgesamt wurden 2479 Maschinen gebaut, von denen am Ende des Krieges nur noch etwa 160 Maschinen vorhanden waren.
Am 19. August 1945 erfolgte der Transport der japanischen Kapitulationsdelegation in zwei G4M1-Maschinen nach Ie-jima auf den Ryūkyū-Inseln. Dabei trugen die Flugzeuge einen weißen Anstrich mit grünen Kreuzen als Zeichen der Kapitulation.

## Technische Daten G4M2
| Kenngrößen               | Daten |
| ------------------------ | --- |
| Besatzung                | 5–7 |
| Rumpflänge               | 20,00 m |
| Spannweite Tragflächen   | 25,00 m |
| Flügelfläche             | 78,13 m² |
| Flügelstreckung          | 8.0 |
| Dickenrücklage           | 15 % Wurzel – 10 % Spitze |
| Spannweite Höhenleitwerk | 10,00 m |
| Höhe Seitenleitwerk      | 2,5 m |
| max. Flächenbelastung    | 197 kg/m² |
| Höhe                     | 6,00 m |

Dreiseitenriss der G4M2

| Antrieb                  | zwei 14-Zylinder-Sternmotoren Mitsubishi MK4P (Ha-32)21 Kasei 21 - Start/Notleistung 1.876 PS bei 2.600/min in Bodennähe - Kampfleistung 1.703 PS bei 2.500/min in 2.100 m Höhe - Kampfleistung 1.561 PS bei 2.500/min in 5.500 m Höhe - Reiseleistung 1.389 PS bei 2.300/min in 3.050 m Höhe - Reiseleistung 1.278 PS bei 2.300/min in 6.218 m Höhe |
| Höchstgeschwindigkeit    | 523 km/h in 6.096 m Höhe 430 km/h in Bodennähe |
| Reichweite               | 5.295 km mit max. Treibstoff bei 246 km/h in 457 m Höhe keine Zuladung 3.750 km mit 5.674 l Treibstoff bei 328 km/h in 457 m Höhe und 1.000 kg Bomben |
| Dienstgipfelhöhe         | 9.388 m |
| Treibstoffkapazität      | 6.492 l (sowie 100 l für die Wassereinspritzung) |
| Leermasse                | 7.902 kg |
| Startmasse               | 14.506 kg |
| max. Startmasse          | 15.009 kg |
| Bewaffnung               | zwei 20-mm-Kanonen (je 270 Schuss), vier 7,7-mm-MGs (je 600 Schuss) |
| Bombenzuladung           | max. Zuladung 1000 kg -folgende Beladungsvarianten an Bomben waren möglich: - 12 × 60 kg - 4 × 250 kg - 1 × 500 kg - 1 × 800 kg (Bombe oder Torpedo) |
| Quellenangabe            | [ 1 ] |